# Max Höning
Max Höning (* 27. Mai 1993 in Münster) ist ein deutscher Handballspieler.
Höning begann beim SuS Olfen Handball zu spielen und wechselte in der C-Jugend zum ASV Senden. Nach der A-Jugend im Sommer 2013 schaffte er den Sprung in die Reservemannschaft des TBV Lemgo. Zunächst war er für die HSG Handball Lemgo aktiv, bis er sich nach und nach in den Profikader kämpfen konnte und zum „Back up“ für Rolf Hermann auf seiner Position im rechten Rückraum wurde. Zur Saison 2014/15 wurde als Ersatz für den scheidenden Julian Possehl eingesetzt. Im November 2016 wurde er bis zum Saisonende 2016/17 an den Zweitligisten ASV Hamm-Westfalen ausgeliehen. Anschließend schloss er sich dem Schweizer Verein TSV St. Otmar St. Gallen an.
Neben dem Handball absolviert er eine Ausbildung zum Bankkaufmann bei der Sparkasse Lemgo.